# Цетуля (Яворівський район)
Цету́ля — село в Україні, у Яворівському районі Львівської області. Відстань до обласного центру становить 44 км, до райцентру — 9 км (по автошляху місцевого значення, що проходить через село). Відстань до найближчої залізничної станції Залужжя становить 5 км.
Цетуля разом з населеними пунктами Залужжя, Бориси, Вахули, Ковалі, Новий Яр, Новини, Старий Яр раніше були підпорядковані Залузькій сільській раді. Населення становить 309 осіб.

## Пам'ятки історії
Церква святого Миколая

Пам'ятка архітектури національного значення № 352

Дерев'яна церква святого Миколая розташована у північній частині села, на підвищенні, при дорозі, навпроти цвинтаря. Церква була заснована грамотою старости галицького, калуського, яворівського, щуровицького Яна Мнішека, датованою 1742 роком, а будівництво святині завершено у 1745 році. 1841 року проведено капітальний ремонт храму та піднято на камінний фундамент. У 1926 році майстром Василем Мурином добудовані бокові рамена, які перетворили тризрубну будівлю на хрещату у плані з одним верхом. До квадратової у плані нави зі сходу прилягає невеликий гранчастий вівтар, з півночі та півдня — бічні гранчасті рамена, з заходу — прямокутний бабинець. До вівтаря з обидвох сторін прибудовані ризниці. Бічний вхід знаходиться у західній стіні південного рамена. Церква оточена піддашшям, стіни шальовані вертикально дерев'яною вагонкою. Найціннішим в інтер'єрі храму є іконостас XVIII століття, який зберігся неушкодженим до наших днів.
Нині храм належить однойменній парафії Янівського протопресвітерату Львівської Архиєпархії УГКЦ. Адміністратором парафії святого Миколая є о. Богдан Язвінський., його попередником був о. Ярослав Федунів. Храмовий празник відзначається у день святого Миколая — 19 грудня.
Дзвіниця церкви святого Миколая
Дерев'яна, двоярусна дзвіниця церкви святого Миколая була збудована у 1759 році навпроти входу до храму. Ще на початку 1990-х років вона стояла на тому місці, але нині на тому місці стоїть простенька, збита з дощок одноярусна дзвіничка.

## Відомі люди
Народилися
- Богдан Мацелюх — мікробіолог-генетик, завідувач відділу генетики мікроорганізмів Інституту мікробіології і вірусології  ім. Д. К. Заболотного НАН України, член-кореспондент НАН України, доктор біологічних наук, професор, лікар, поет, учасник національно-визвольного руху.
- Мацелюх Ярослав Павлович — художник.
- Горинь (Мацелюх) Ольга Павлівна — учасниця національно-визвольного руху, дружина Михайла Гориня.
- Мацелюх Петро Семенович — суддя Київського апеляційного суду.